# سيمون فورد
سيمون فورد (بالإنجليزية: Simon Ford)‏ (17 نوفمبر 1981 بنيوهام في المملكة المتحدة - ) هو لاعب كرة قدم بريطاني في مركز الدفاع. شارك مع منتخب جامايكا لكرة القدم. أما مع النوادي، فقد لعب مع تشارلتون أثلتيك وغريمسبي تاون ونادي كيلمارنوك وتيلفورد يونايتد وRedbridge F.C. ‏ ونادي بريستول روفيرز ونادي تشيسترفيلد.

## مسيرته الكروية
لعب سيمون فورد خلال مسيرته الاحترافية مع 5 أندية في أربعة عشر موسمًا وسجل خلالها 11 هدفًا ضمن 279 مباراة. ولم يفز بأي موسم بالكأس أو بالدوري.
خاض سيمون فورد مسيرته مع نادي غريمسبي تاون في موسم 2001–02 في المرة الأولى واستمر معه طيلة ثلاثة مواسم ثم في موسم 2012–13 لمدة موسم واحد، مشاركًا طوالها في 80 مباراة سجل خلالها 4 أهداف. ثم انتقل إلى نادي كيلمارنوك في موسم 2004–05 ليلعب معه ستة مواسم، حيث شارك في 144 مباراة سجل خلالها 6 أهداف. لينتقل بعدها إلى نادي تشيسترفيلد في موسم 2010–11 ولمدة موسمين، مشاركًا في 49 مباراة سجل خلالها هدفًا واحدًا.

## وصلات خارجية
- سيمون فورد على موقع قاعدة بيانات كرة القدم.إي يو (الإنجليزية)
- سيمون فورد على موقع ناشيونال فوتبول تيمز (الإنجليزية)
- سيمون فورد على موقع Soccerbase.com (لاعب) (الإنجليزية)